# 811年
| 千纪： | 1千纪                                                                                           |
| 世纪： | 8世纪 \| 9世纪 \| 10世纪                                                                        |
| 年代： | 780年代 \| 790年代 \| 800年代 \| 810年代 \| 820年代 \| 830年代 \| 840年代                       |
| 年份： | 806年 \| 807年 \| 808年 \| 809年 \| 810年 \| 811年 \| 812年 \| 813年 \| 814年 \| 815年 \| 816年 |
| 纪年： | 辛卯年（兔年）；唐元和六年；南诏龙兴二年；日本弘仁二年；渤海国永德二年                          |

## 大事记
- 7月26日——保加利亚夜袭，保加利亚汗克魯姆率領的保加利亞軍隊在普利斯卡戰役中擊敗拜占庭帝國軍隊，拜占廷皇帝尼基弗魯斯一世阵亡，头骨被克鲁姆做成酒杯。
- 查理曼立下遗嘱。查理曼的18个子女已有数人离世。路易被选为继承人，也即后来的法王“虔诚者”路易一世（778年－846年）。

## 出生
- 巴西尔一世，东罗马帝国（拜占廷）皇帝